# Geudubang Jawa
Geudubang Jawa is een bestuurslaag in het regentschap Langsa van de provincie Atjeh, Indonesië. Geudubang Jawa telt 4608 inwoners (volkstelling 2010).